# Nonacris brevicornis
Nonacris brevicornis är en tvåvingeart som beskrevs av Günther Enderlein 1921. Nonacris brevicornis ingår i släktet Nonacris och familjen vapenflugor. Inga underarter finns listade i Catalogue of Life.